# Cybersquatting
Cybersquatting – praktyka kupowania domen internetowych w celu ich odsprzedawania po zawyżonej cenie. Cybersquatter to „dziki lokator internetowy”.
Pod cybersquatting kwalifikuje się także rejestracja nazw, które nie są zastrzeżonymi znakami towarowymi, ale w dużym stopniu kojarzą się z daną firmą lub produktem istniejącym przed datą rejestracji domeny[niewiarygodne źródło?].
Cybersquatterzy stosują metodę wykupywania rozmaitych wariantów domen, np. obok domeny zakończonej na.com wykupują domeny zakończone na „.net” lub „.org”, korzystając z faktu, że wiele podmiotów wolałoby zabezpieczyć dla siebie szereg domen najwyższego poziomu, a nie tylko domeny typu „.com”.

## Spory
Spory dotyczące domen globalnych są zwykle rozstrzygane w ramach procesu Uniform Domain Name Resolution Policy (UDRP) opracowanego przez Internet Corporation for Assigned Names and Numbers (ICANN).
W Polsce, taką funkcję pełnią Sąd Polubowny ds. Domen Internetowych przy Polskiej Izbie Informatyki i Telekomunikacji w Warszawie oraz Sąd Arbitrażowy przy Krajowej Izbie Gospodarczej w Warszawie.
Niekiedy w rozstrzyganie sporów angażowane są sądy powszechne, aczkolwiek pojawia się problem miejscowej właściwości sądu, która może zależeć od siedziby powoda, pozwanego lub umiejscowienia serwera. Na ogół wybierane jest pośrednictwo ICANN, gdyż jest to procedura tańsza i szybsza, choć ewentualna decyzja sądu ma wyższą moc prawną niż decyzja ICANN.
W niektórych krajach wykształciło się specyficzne ustawodawstwo dotyczące cybersquattingu, uzupełniające prawo o znaku handlowym. Na przykład w USA funkcjonuje U.S. Anticybersquatting Consumer Protection Act (ACPA) z 29 listopada 1999 r.
Po decyzji ICANN pomyślnej dla posiadacza znaku handlowego zmiana właściciela domeny może być przeprowadzona albo w drodze jej przekazania, albo przez usunięcie domeny z rejestru i ponowne zarejestrowanie jej przez nowego właściciela. Pod reżimem ACPA cybersquatter może być też ukarany grzywną w wysokości do 100 tys. USD.
Kontrowersyjną i znaną sprawą związaną z cybersquattingiem była sprawa łódzkiej firmy „Microsoft”, zajmującej się m.in. handlem ziołami, która zarejestrowała domenę microsoft.pl. Nazwa firmy, różniąca się jedynie formą prawną, była pretekstem do zgodnej z obowiązującym prawem rejestracji domeny. Domena została potem wystawiona na sprzedaż i ostatecznie przejęta w wyniku sporu sądowego przez firmę Microsoft. Dodatkowo były właściciel został ukarany karą odszkodowania w wysokości 30 000 złotych.
Notuje się też, niekiedy udane, próby firm lub osób przejęcia wartościowych domen od ich dotychczasowych posiadaczy przez składanie fałszywych oświadczeń o rzekomym naruszenia znaku handlowego. Praktyka ta jest znana pod nazwą reverse-cybersquatting lub „reverse domain hijacking”.
Termin cybersquatting jest też niekiedy (nietrafnie) odnoszony do osób rejestrujących nazwy domen „hurtowo”, choć praktyka ta nie ma charakteru działania skierowanego przeciwko konkretnym posiadaczom znaków handlowych. Również nietrafne jest określanie mianem cybersquattera osoby chcącej sprzedać posiadaną domenę.

## Alternatywne spojrzenie na kwestię cybersquattingu
Istnieją również głosy, które przyznają cybersquatterom pewne prawa ze względu na wkład intelektualny związany z prognozą, iż adres domeny może być nowatorskim kanałem marketingu, który zwiększa zyskowność danej marki. Firma będąca posiadaczem praw do marki powinna zapłacić wynagrodzenie osobie, która jako pierwsza wpadła na pomysł wykorzystania nowego narzędzia (w tym przypadku nazwy adresu internetowego) do promowania marki.
Faktem jest to, że cybersquatter zrealizował pewien wkład intelektualny (nowa strategia marketingu) w trakcie wykupienia odpowiedniego adresu (domeny).
Oczywiście samo wykupienie adresu domeny i posiadanie praw do wkładu intelektualnego związanego z formą promocji jaką jest adres domeny, nie upoważnia nikogo do wprowadzania w błąd osób odwiedzających dany adres internetowy. Innymi słowy, wedle spojrzenia liberalnego, cybersquatter może kupić dowolną domenę, ale nie może podawać się za przedstawiciela lub oddział konkretnej firmy.